# Cerro Torre: Schrei aus Stein
Cerro Torre: Schrei aus Stein ist ein Film des Regisseurs Werner Herzog aus dem Jahr 1991 über eine Kletterexpedition am Cerro Torre. Der Film wurde unter anderem am namensgebenden Berg in Patagonien gedreht.

## Handlung
Der Bergsteiger Roccia Innerkofler bereitet sich auf eine Expedition zum Cerro Torre vor und kommentiert bei einem Sportkletterwettbewerb, dass die Athleten dieser Disziplin nie in der Lage seien, einen Berg jenes Charakters zu bezwingen. Der Gewinner des Rennens, Martin Sedlmayr, nimmt den Kommentar als eine Herausforderung an, und auch der Journalist Ivan, der das Ereignis verfolgte, möchte darüber berichten.
Martin schließt sich schließlich der Expedition Roccias zum Cerro Torre an. Im Basislager dort scheint Roccia zögerlich, den Gipfel in Angriff zu nehmen, und verlässt das Lager, um die Ausgangslage besser zu beurteilen.
Martin und Hans Adler, ein Kollege Roccias, versuchen unterdessen die Besteigung des Gipfels. Der Versuch endet jedoch in einer Tragödie: Martin kehrt alleine zum Basislager zurück und erzählt, dass sein Begleiter von einer Lawine weggefegt wurde, aber auch, dass der Gipfel des Cerro Torre erklommen wurde.
Als Roccia von dem Besteigungsversuch erfährt, verlässt er erzürnt das Lager, um vorübergehend in Patagonien zu bleiben, während der Rest der Gruppe nach Europa zurückkehrt.
Dort jedoch wird von vielen Bergsteigern der angebliche Gipfelerfolg Martins stark angezweifelt. Ihm wird vorgeworfen, zu lügen und nie den Gipfel erreicht zu haben. Martin möchte die Vorwürfe nicht auf sich sitzen lassen und organisiert daraufhin mit Ivan eine zweite Expedition nach Patagonien, diesmal mit einem Mediengefolge, um erneut den Cerro Torre zu besteigen.
Wieder in Patagonien angekommen macht sich Ivan auf, Roccia in seiner neuen Heimat zu besuchen, um sich gedanklich auszutauschen. Martin begegnet im Folgenden einem unbekannten Bergsteiger, der ein großer Bewunderer der Schauspielerin Mae West ist und behauptet, bereits auf dem Cerro Torre gewesen zu sein, was ihn jedoch gleich vier seiner Finger und augenscheinlich ebenso den Verstand gekostet hat.
Während das Expeditionsteam den Aufstieg vorbereitet und Standorte für die Kameras sucht, um Martins geplante Route verfolgen zu können, steigt Roccia selbstständig in die Nordwand  ein, obwohl die Kameras noch nicht eingestellt sind. Ein Sturm zwingt die Kletterer, an der Wand zu bleiben, und verhindert so jede Art von Erholung. In einem Versuch, den Eispilz am Gipfel zu erklimmen, stürzt Martin unter den Augen Roccias ab und bleibt tot im Seil hängen. Roccia erreicht schließlich den Gipfel des Cerro Torre, auf dem sich jedoch schon ein Eispickel mit einem Foto von Mae West daran befindet. Der seltsame Bergsteiger hatte mit seiner Besteigung demnach tatsächlich Erfolg.

## Hintergrund
Der Film hat zwar keinen historischen Bezug, jedoch enthält er viele Parallelen beim Streit um die umstrittene Erstbesteigung des Cerro Torre im Jahr 1959 durch den italienischen Kletterer Cesare Maestri und seinem Partner, dem Österreicher Toni Egger, der während des Abstieges tödlich abstürzte.

## Kritik
Das Lexikon des internationalen Films urteilte, die Produktion sei „teilweise hochkarätig[...]“ besetzt, was jedoch nicht verhindere, dass „Spannung, Dramatik und Glaubwürdigkeit fehlen“.

## Auszeichnungen (Auswahl)
Bei den Internationalen Filmfestspielen von Venedig im Jahr 1991 wurde Vittorio Mezzogiorno als Bester Darsteller ausgezeichnet. Außerdem wurde der gesamte Cast geehrt.